# Latinxua sin wenz

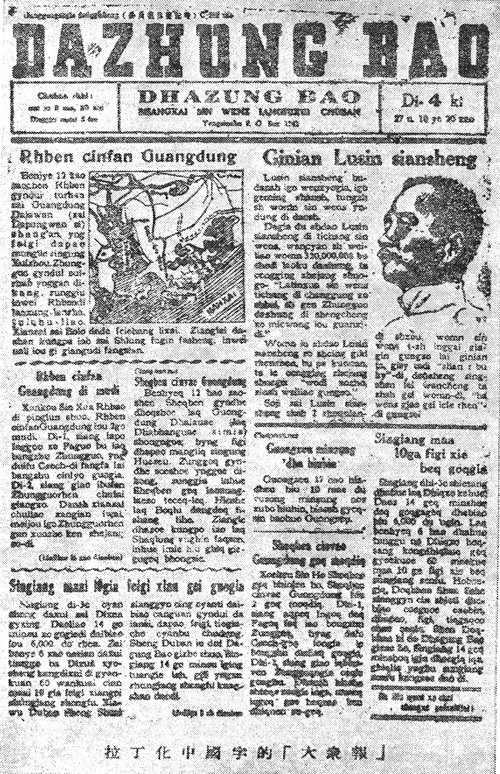
Gazeta Dazhung Bao z 1932 roku, wydana w Latinxua Sin Wenz

Latinxua Sin Wenz (język chiński: 拉丁化新文字 pinyin Lādīnghuà Xīn Wénzì); inne nazwy: Sin Wenz, Latinxua Sinwenz, Zhongguo Latinxua Sin Wenz, Beifangxua Latinxua Sin Wenz lub po prostu Latinxua) – rzadko używany sposób transkrypcji języka chińskiego opracowany w Moskwie w roku 1928 przez Qu Qiubaia i W.S. Kolokolowa w celu zmniejszenia analfabetyzmu wśród Chińczyków mieszkających na radzieckim Dalekim Wschodzie. Pierwszy system latynizacji języka chińskiego, używany również przez Chińczyków. W ChRL ustąpił pinyinowi. W pierwotnym zamierzeniu miał zupełnie zastąpić znaki chińskie.

## Opis
System Sin Wenz różnił się dla każdego z chińskich dialektów. Poniższy przykład dotyczy jedynie jednej z trzynastu możliwych wersji, opracowanej dla dialektu mandaryńskiego. Tony nie są zaznaczane, gdyż twórcy systemu założyli, że w konkretnym kontekście nie stanowią problemu.
Kolorem niebieskim zaznaczono różnice z hanyu pinyinem.

### Nagłosy
|                              | Dwuwargowe | Dwuwargowe | Wargowo-zębowe | Alveolarne | Alveolarne | Retrofleksywne | Retrofleksywne | Alveolo-palatalne | Alveolo-palatalne | Miękkopodniebienne | Miękkopodniebienne |
| Spółgłoski zwarte            | b [p]      | p [pʰ]     |                | d [t]      | t [tʰ]     |                |                |                   |                   | g [k]              | k [x]              |
| Spółgłoski nosowe            | m [m]      |            | n [n]          |            |            |                |                |                   |                   |                    |                    |
| Spółgloski boczne            |            |            |                | l [l]      |            |                |                |                   |                   |                    |                    |
| Spólgłoski zwartoszczelinowe |            |            |                | z [ts]     | c [tsʰ]    | zh [tʂ]        | ch [tʂʰ]       | g (j) [tɕ]        | k (q) [tɕʰ]       |                    |                    |
| Spólgłoski szczelinowe       |            |            | f [f]          | s [s]      | sh [ʂ]     | rh (r) [ʐ/ɻ]   | x [ɕ]          | x (h) [h]         |                   |                    |                    |

### Wygłosy
| Rdzenne | Wygłosowe | Środkowe   | Środkowe      | Środkowe   | Środkowe            |
| Rdzenne | Wygłosowe | Ø          | i             | u          | y                   |
| ------- | --------- | ---------- | ------------- | ---------- | ------------------- |
| a       | Ø         | a [a]      | ia [ia]       | ua [ua]    |                     |
| a       | i         | ai [ai]    |               | uai [uai]  |                     |
| a       | u         | ao [au]    | iao [iau]     |            |                     |
| a       | n         | an [an]    | ian [iɛn]     | uan [uan]  | yan (uan) [yɛn]     |
| a       | ŋ         | ang [aŋ]   | iang [iaŋ]    | uang [uaŋ] |                     |
| ə       | Ø         | e/o1 [ɤ]   | ie [ie]       | uo [uo]    | ye/yo1 (üe/ue) [ye] |
| ə       | i         | ei [ei]    |               | ui [uei]   |                     |
| ə       | u         | ou [ou]    | iu/iou2 [iou] |            |                     |
| ə       | n         | en [ən]    | in [in]       | un [uən]   | yn (un) [yn]        |
| ə       | ŋ         | eng [əŋ]   | ing [iŋ]      | ung3 [ʊŋ]  | yng (iong) [iʊŋ]    |
| ə       | ɻ         | r (er) [ɚ] |               |            |                     |
| Ø       | Ø         | -4 (i) [ɨ] | i [i]         | u [u]      | y (ü/u) [y]         |